# Comitatul Lamont, Alberta
Comitatul Lamont, din provincia Alberta, Canada  este un district municipal situat central în Alberta. Districtul se află în Diviziunea de recensământ 10. El se întinde pe suprafața de 2,385.91 km2  și avea în anul 2011 o populație de 3,872 locuitori.
Orașe
--
Towns Localități urbane
- Bruderheim
- Lamont
- Mundare

Villages Sate
- Andrew
- Chipman

Summer villages Sate de vacanță
--
Hamlets, cătune
- Hilliard
- St. Michael
- Star
- Whitford
- Wostok

Așezări
- Beaverhill
- Bruederheim
- Deerland
- Delph
- Kahwin
- Krakow
- Leeshore
- Luzan
- Peno
- Rodef
- Shandro
- Skaro
- Sniatyn
- Sunland
- Tagore Estates
- Ukalta
- Zawale

1. 1 2  Population and dwelling counts, for Canada, provinces and territories, and census subdivisions (municipalities), 2016 and 2011 censuses – 100% data (în engleză), 20 februarie 2019